# Calcio 2000
Calcio 2000 è una rivista sportiva a tema calcistico, pubblicata dal 1997 al 2024. fondata nell'agosto 1997, e successivamente rifondata nel 2023, dopo la chiusura datata 2020. 
Fondata nell'agosto 1997, si occupava del campionato italiano, in particolare della Serie A e della Serie B, e del calcio internazionale, sia a livello di club che di nazionali. Dopo una prima chiusura nel 2020, venne rifondata nel 2023 prima della definitiva chiusura nel febbraio 2024.
Dal 2014 partecipava alla realizzazione del Premio Calciobidone, il sondaggio istituito dal sito calciobidoni.it in collaborazione con il Guerin Sportivo.

## Storia

### La direzione Bartoletti (1997-2004)
Artefice del successo della rivista fu principalmente Marino Bartoletti, già direttore del Guerin Sportivo dal 1987 al 1990 e dal 1993 al 1994. Bartoletti ne fu il fondatore e il direttore: una volta poi sostituito nella carica, fonderà una nuova rivista del tutto similare, SoloCalcio, ponendosi nell'insolito ma importante ruolo di "garante" dei lettori.
Per incentivare all'acquisto, a partire dal secondo numero venne allegato un album con le figurine che rappresentò un traino fondamentale per le vendite; Bartoletti firmò anche una rubrica della posta molto seguita e ricca di spunti, e grazie alla collaborazione di Carlo Felice Chiesa rese Calcio 2000 un vero e proprio archivio del calcio mondiale, con informazioni, speciali, reportage e statistiche sulla storia di mondiali, europei, Pallone d'oro e altro. La direzione di Bartoletti era caratterizzata anche da titoli a effetto, che utilizzavano giochi di parole decisamente efficaci (come ad esempio "Ciro d'Italia", riferito a Ciro Ferrara, che riprendeva la denominazione del Giro d'Italia), spesso azzeccati e di facile memorizzazione.

Il calciatore italiano Giuseppe Signori sfoglia una copia di Calcio 2000 nel dicembre 1998

Bartoletti rimase al timone sino al numero 79, uscito nel giugno 2004; venne sostituito dalla proprietà, a partire dal numero seguente, da Filippo Grassia, il quale lasciò poi il posto nel 2007 a Fabrizio Ponciroli. In questo periodo si sono susseguite una serie di cambi di testata e un drastico calo delle vendite, tanto che da marzo a luglio 2013 la rivista è stata disponibile solo via web, per poi tornare stabilmente in edicola a partire dal numero di agosto 2013.

### La gestione TuttoMercatoWeb (2014-2020)
A partire dal numero 198 dell'aprile 2014 la testata diventò di proprietà della TC&C, già editrice del sito tuttomercatoweb.com e del periodico online TMW Magazine. Nel 2016 la periodicità passò da mensile a bimestrale.
La pubblicazione della rivista venne poi sospesa con il numero 248 di ottobre-novembre 2020; nell'immediato la testata sopravvisse, tuttavia declassata al rango di semplice rubrica curata dall'ex direttore Ponciroli, dal titolo "L'Angolo di Calcio 2000" e ospitata all'interno di TMW Magazine dove, a partire dal numero 107 di novembre 2020 e fino al numero 131 del dicembre 2022, vennero riproposti, a titolo di amarcord, vecchi articoli pubblicati in passato su Calcio 2000.

### Il breve ritorno nelle edicole (2023-2024)
La rinascita cartacea della rivista si concretizzò grazie a Visibilia Editrice, che acquistò la testata il 12 aprile 2023 e ne riprese le pubblicazioni, ripristinando anche la cadenza mensile, a partire dal settembre dello stesso anno; Calcio 2000 ripartì dalla numerazione originaria, ovvero dal numero 249, sempre con Ponciroli quale direttore responsabile. L'ultimo numero uscito in edicola è stato il 254 nel febbraio 2024.

## Direttori
- Marino Bartoletti (1997-2004);
- Filippo Grassia (2004-2007);
- Fabrizio Ponciroli (2007-2020; 2023-2024)